# ТЭЦ Rokita
ТЭЦ Rokita — теплоэлектроцентраль на юго-западе Польши, за три десятка километров на северо-запад от Вроцлава.
Расположенный в городе Бжег-Дольный химический завод PCC Rokita обеспечивает свои потребности с помощью собственного энергетического комплекса, на котором по состоянию на конец 1990-х годов работали две турбины мощностью 14 МВт и 8,2 МВт. К концу следующего десятилетия в работе осталась только турбина № 6 с показателем 8,2 МВт. При этом в составе старых энергетических объектов (пусковых комплексов ЭС-1 и ЭС-2) работали шесть угольных паровых котлов: три типа OSR-25 производства компании Sefako из Сендзишува, один ОР-100 (станционный номер К-7) и два, поставленные в 1965 году рацибужской компанией Rafako типа ОР-130 (номера К-8 и К-9).
В 2008 году был введен в эксплуатацию новый пусковой комплекс (ЭС-3), который сжигает в своих двух котлах уголь и биомассу. Он имеет одну турбину Siemens SST-300 мощностью 14 МВт. Появление третьего пускового комплекса позволило к концу 2010-х годов вывести из эксплуатации устаревшие объекты.
Связь с энергосистемой осуществляется по ЛЭП, рассчитанной на работу под напряжением 110 кВ.